# Олександрівка (Кодимська міська громада)
Олекса́ндрівка — село Кодимської міської громади у Подільському районі Одеської області, Україна.

## Історія
7 (20) листопада 1917 року, відповідно до Третього Універсалу Української Центральної Ради, увійшло до складу Української Народної Республіки.
12 червня 2020 року, відповідно до Розпорядження Кабінету Міністрів України від № 724-р «Про визначення адміністративних центрів та затвердження територій територіальних громад Одеської області», увійшло до складу Кодимської міської територіальної громади.
19 липня 2020 року, в результаті адміністративно-територіальної реформи і ліквідації Кодимського району, село увійшло до складу новоутвореного Подільського району.

## Населення
Згідно з переписом УРСР 1989 року чисельність наявного населення села становила 230 осіб, з яких 105 чоловіків та 125 жінок.
За переписом населення України 2001 року в селі мешкало 190 осіб.

### Мова
Розподіл населення за рідною мовою за даними перепису 2001 року:
| Мова            | Кількість | Відсоток |
| --------------- | --------- | -------- |
| українська      | 179       | 92.27%   |
| російська       | 9         | 4.63%    |
| румунська       | 2         | 1.03%    |
| білоруська      | 2         | 1.03%    |
| угорська        | 1         | 0.52%    |
| інші/не вказали | 1         | 0.52%    |
| Усього          | 194       | 100%     |